# رمی سویو
رمی سویو (انگلیسی: Rémi Souyeux؛ زادهٔ ۱۹ ژوئیهٔ ۱۹۸۴) بازیکن فوتبال اهل فرانسه است.
از باشگاه‌هایی که در آن بازی کرده‌است می‌توان به باشگاه فوتبال تروا، باشگاه فوتبال پاریس، باشگاه فوتبال دیژون، و باشگاه فوتبال نیم المپیک اشاره کرد.